# Grand River (Île-du-Prince-Édouard)
Pour les articles homonymes, voir Grand River (homonymie).
Grand River est une communauté dans le comté de Prince de l'Île-du-Prince-Édouard, Canada, au nord-ouest de Summerside.